# Азиатский черноголовый чекан
Азиатский черноголовый чекан (лат. Saxicola maurus) — вид певчих птиц семейства мухоловковых. Ранее классифицировался как подвид Saxicola torquata.
Латинское название означает "чёрный житель скал". Saxicola образовано из слияния латинских saxum "камень" + incola "житель"; maurus латинизированное греческое слово maúros (μαύρος) "черный" (слово "мавр" того же происхождения).

## Описание
Внешне напоминает своего ближайшего родственника черноголового чекана, но, как правило, верх темнее, а низ бледнее, спина и брюхо белые, а на груди меньше оранжевого цвета. У самца в брачном наряде голова и верх чёрные, выражен белый «воротничок».
Самка имеет бледно-коричневую окраску верхней части корпуса и головы, белые пятна на шее, не образующие полностью воротник, и бледную розовато-жёлтую гузку. Самцы в зимнем оперении являют промежуточный тип окраса между летним нарядом самца и самки (надбровная часть в этот период напоминает окрас лугового чекана), поэтому зимой его можно отличить от самки или самца похожего вида по белому воротничку.
Зов самца напоминает щелкающие звуки, как стук двух камней друг об друга. Песня высокая и щебечущая, как у лесной завирушки.
Существует пять или шесть подвидов: s.m.maurus, s.m.stejnegeri (обитает в северной и центральной Азии), s.m.variegatus (на западном побережье Каспийского моря), s.m.armenicus (Восточная Турция и Иран), S. m. indicus (Гималаи) и англ. Turkestan stonechat S. m. przewalskii (юго-западный Китай)

## Место обитания
Птица гнездится в умеренных районах Азии от 71° северной широты в Сибири до Гималаев и Юго-Западного Китая, а также с запада на восток Турции и Каспийского моря. Он также гнездится на дальнем северо-востоке Европы, главным образом в России, но иногда и на западе Финляндии.
Ареал зимовки от южной Японии до Таиланда и Индии на юге и с запада на северо-восток Африки. Во время миграции некоторые особи могут долетать даже до западных границ Европы, а на востоке - в Аляске. 

## Биология
Питается насекомыми. Гнездится в кустарниковых степях или на лугах с кустарниками до 4000 метров на уровне море или выше. Птицы избегают прохладных температурных условий и остаются в северных регионах только в жаркое континентальное лето. В горных районах Гималайских предгорий Бутана птиц иногда можно увидеть кормящимися на полях и пастбищах более чем на 2000 м над уровнем моря, но большинство из них перемещаются дальше на юг, чтобы зимовать в тропических регионах.
Хотя международный союз охраны природы не считает сибирского черноголового чекана отдельным видом, он широко распространён и не будет считаться видом, существование которого находится под угрозой.

## Внешние ссылки
- Xeno-canto: Запись пения азиатского черноголового чекана S.maurus